# باي باك (فلم 1999)
باي باك (بالإنجليزية: PAYBACK) ، هو فيلم أمريكي من نوع الجريمة والأكشن والانتقام، أنتج سنة 1999م، من بطولة ميل غيبسون.
القصة
يتفق «بورتر» والذى يقوم بدوره ميل غيبسون مع فال الذي يقوم بدوره جريج هنري على القيام بعملية سرقة مشتركة. وبالفعل نجحت الجريمة، لكن «فال» نفذ مُخططًا مع زوجة «بورتر» لقتله والهروب بالنقود كلها، يتمكن «بورتر» من النجاة من كمينهما المميت ويظل لفترة يتلقى العلاج ليعود من جديد في أتم صحة. يصبح لبورتر هدف واحد يعيش من أجله، وهو الانتقام من زوجته وصديقه.

## وصلات خارجية
- باي باك على موقع IMDb (الإنجليزية)
- باي باك على موقع ميتاكريتيك (الإنجليزية)
- باي باك على موقع روتن توميتوز (الإنجليزية)
- باي باك على موقع نتفليكس (الإنجليزية)
- باي باك على موقع قاعدة بيانات الأفلام العربية
- باي باك على موقع ألو سيني (الفرنسية)
- باي باك على موقع Turner Classic Movies (الإنجليزية)
- باي باك على موقع أول موفي (الإنجليزية)
- باي باك على موقع بوكس أوفيس موجو (الإنجليزية)
- باي باك على موقع فيلمافينيتي (الإسبانية)